# اتحاد إسواتيني لكرة القدم

شعار الاتحاد سابقاً والذي يحمل الاسم السابق للدولة "سوازيلاند"

تأسس اتحاد إسواتيني لكرة القدم في عام 1968م وانضم إلى الإتحاد الدولي لكرة القدم في 1978م وإنضم إلى الاتحاد الأفريقي لكرة القدم في 1976م.